# متحف فيينا
متحف فيينا، (بالألمانية: Wien Museum)‏، في الواقع متاحف مدينة فيينا، هو مؤسسة علمية بموجب القانون العام لها شخصيتها الاعتبارية الخاصة ومقرها في فيينا، دمجت تحت مسمّاها عدة متاحف المدينة في مجموعة واحدة. بالإضافة إلى المبنى الرئيسي في ميدان كارلزبلاتس (الذي افتتح 23 أبريل 1959 ليكون مبنى متحف جديد كمبنى متحف جديد وهو مغلق منذ فبراير 2019 للترميم)، وقصر هيرمسفيلا (بالألمانية: Hermesvilla)‏ هو قصر إمبراطوري سابق، يضم المتحف مجموعة من المواقع الفرعية موزعة على متاحف متخصصة وشقق لمشاهير الموسيقيين ومعارض محدودة زمنيا.
تضم المجموعات الفنية والتاريخية الدائمة المتعلقة بتاريخ فيينا عناصر من فترة «الفن الجديد» وصولا إلى منتصف القرن العشرين، مع التركيز على القرن التاسع عشر مثل أعمال الرسام غوستاف كليمت. إضافة إلى ذلك ينظم المتحف معارض محدودة بمواضيع متنوعة.

## التاريخ والرعاية

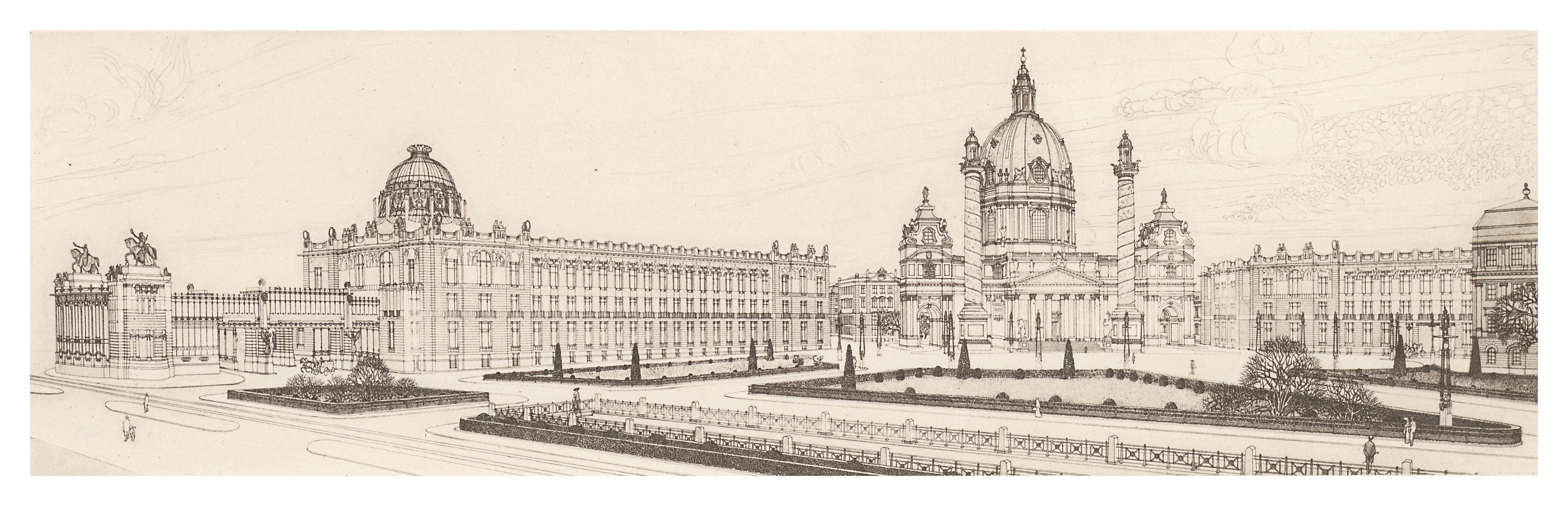
تصميم لم ينفّذ للمعماري أوتو فاغنر لميدان كارلسبلاتز. على اليسار متحف القيصر فرانز جوزيف لمدينة فيينا (حوالي عام 1900)

تأسس متحف تاريخ فيينا عام 1887 تحت اسم متحف الأسلحة وأدرج تحت هذا الاسم في سجلّ ليمان للعقارات. حإلى العام 2002 كانت متاحف مدينة فيينا تتبع البلدية وتدار من قسم المحفوظات المدينية (أرشيف، مكتبات، متاحف)، فيما انفصل أرشيف المدينة بإدارة خاصة عام 1889 وكذلك انفصلت مكتبة البلدية عام 1939.
في الفترة بين 1939 و1945 الحقت إداة محفوظات فيينا بما كان يعرف بقسم الإدارة المحلية في رايخسغاو فيينا (ضم فيينا والبلدات المحيطة)، وكانت تتبعها إلى جانب متحف تاريخ فيينا ومقتنيات الأسلحة في البلدية متحف روماني في كلوسترنويبورغ ومتحف النبيذ، وشقة الرسام رودلف فون آلت، ومتاحف للحياة الشعبية في بعض الأحياء.

### متاحف مدينة فيينا
في الاعوام 1945 ٌلى 2003 عُرفت متاحف المدينة لعقود باسم قسم إدارة البلدية رقم 10 التابع للقسم الثقافي ويديره عضو في المجلس البلدي

### انفصالها عن البلدية
في الأعوام 1998 إلى 2002 سمح قانون المتاحف الجديد بفصل المتاحف الإقليمية عن ملكية الدولة ونقلها إلى مؤسسات مستقلة بصفة «جمعيات علمية»، تسهيلا لإعادة تنظيمها على أساس الجدوى الاقتصادية، وبالفعل نالت في العام 1999 عدة متاحف الاستقلال القانوني،
وتبنت ولاية فيينا هذا النموذج في عام 2001 في ما عرف بقانون متاحف فيينا.
بناء عليه أصبحت متاحف فيينا التابعة للقسم رقم 10 مستقلة قانونيا بصفة جمعية علمية تحمل تسمية «متاحف مدينة فيينا»، في حين ظلت ملكية المقتنيات التي انتقلت إليها في يد الدولة وتسلّمتها بصفة إعارة. يُختار مدير المؤسسة وأعضاء مجلس أمنائها من طرف القسم الثقافي في حكومة فيينا المحلية التي يتابه قسم التدقيق فيها الشؤون المالية.
تعرف المؤسسة اليوم باسم «متحف فيينا»، ومديرها منذ العام 2015 هو د.ماتي بونزل.

## متحف فيينا - كارلسبلاتز

### وصف

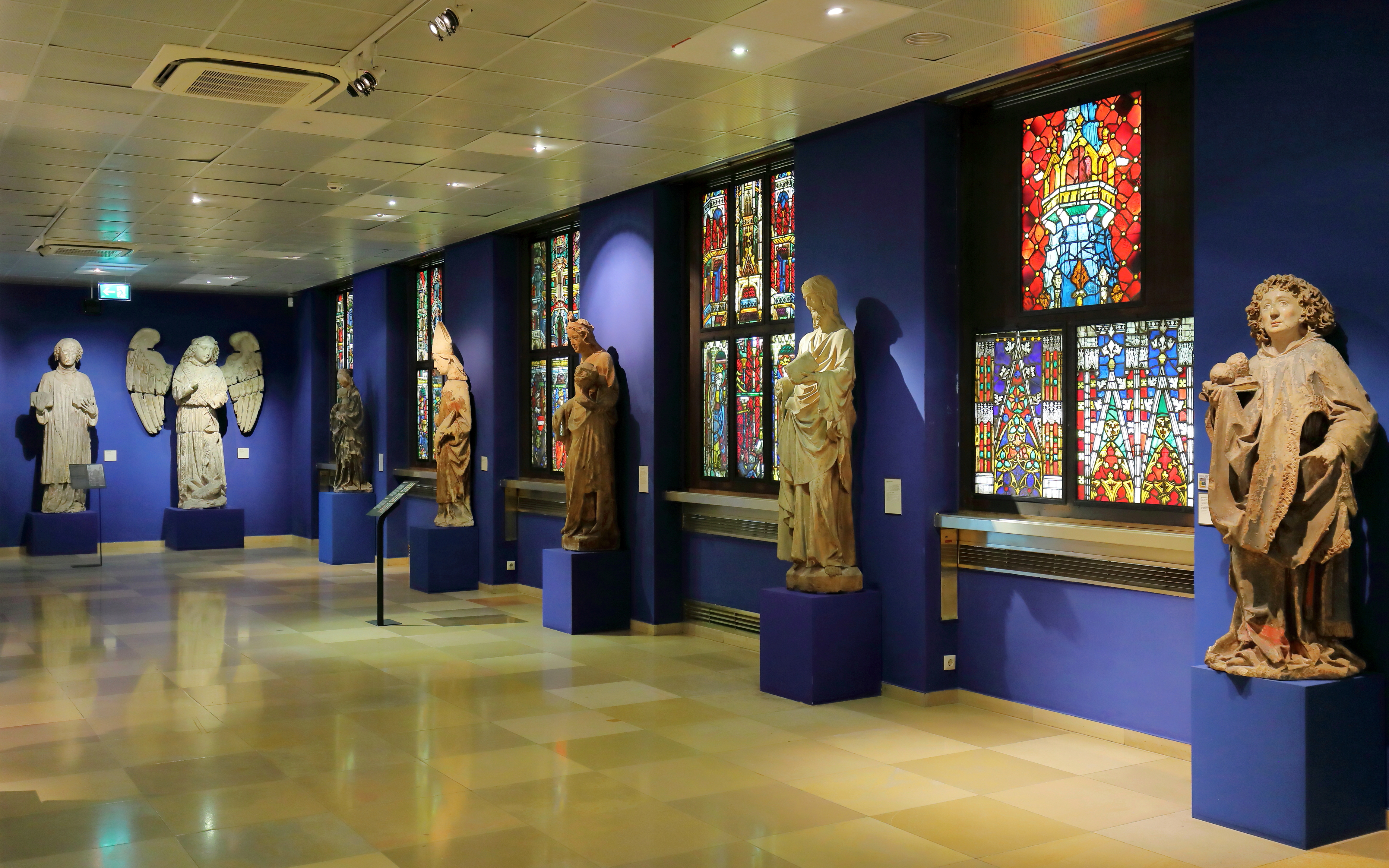
صالة عرض مع معروضات من كاتدرائية سانت ستيفن (نوافذ ملونة من الرابع عشر القرن ومنحوتات أصلية من القرن الخامس عشر) في متحف كارلسبلاتز

تأسس متحف تاريخ مدينة فيينا عام 1887 وظل موجودًا في مبنى بلدية فيينا إلى العام 1959. أما المبنى الحالي في كارلزبلاتز فقد وضع خطّته الأولى المعماري النمساوي أوتو فاغنر في أواخر القرن التاسع عشر ولم تنفذ، وتأجل بناء المتحف لعقود.
عام 1953 قرر مجلس بلدية فيينا بناء المتحف تكريما لرئيس الجمهورية ورئيس بلدية فيينا السابق ثيودور كرونر في عيد ميلاده الثمانين، وأقامت مسابقة معمارية شارك فيها معماريون كبار  فاز فيها المعماري أوزفالد هيردتل الذي نفذ البناء بطراز حداثي «معتدل» من تلك الحقبة. بدأت أعمال البناء في 1954 وافتتح المكان في 23 أبريل 1959. وكان أول متحف تنشئه الجمهورية النمساوية الثانية والوحيد لعقود.
قدم المتحف الكثير من المعارض الخاصة، وفي عام 1985 استضاف تحت بإشراف مديره روبرت فايسنبرغر معرض الفن الحديث «الحلم والواقع» في كونستلرهاوس (بالألمانية: Künstlerhaus)‏ القريب من كارلزبلاتز وكان هذا واحدا من أنجح المعارض في تاريخ في فيينا إذ استضاف أكثر من 600.000 زائر. في عام 2000 سُقف الفناء الداخلي، وفي عام 2003 جمعت «متاحف مدينة فيينا» تحت تسمية «متحف فيينا»، وسمي المبنى متحف فيينا – كارلزبلاتز (بالألمانية: Wien Museum Karlsplatz)‏. في 2006 أعيد ترتيب البهو وأقيمت توسعات لقاعات العارض على حساب المستودعات.
يجد الزائر في الخليط الفني والتاريخي الذي يقدمه المتحف قطعا عرضيا لتطور فيينا التاريخي من البدايات في العصر الروماني وحتى القرن العشرين. إلى جانب المعروضات الدائمة ينظم المتحف دوريا معارض خاصة في مواضيع متنوعة.

### تعديلات وتوسعات
في 3 فبراير 2019 بدأ مشروع تجديد المبنى الذي يتوقع أن تبلغ تكلفته 108 مليون يورو، وأغلق المتحف في كارلزبلاتس لمدة يتوقع أن تبلغ الثلاث سنوات سيعمل فيها المتحف بطرق بديلة مثل المعارض المتنقلة للمدارس الابتدائية. إلى حين الافتتاح الجديد في عام 2023 تدور المعارض الخاصة في قاعة MUSA  بجوار مبنى البلدية.

## متحف فيينا - هيرمس فيلا فيينا

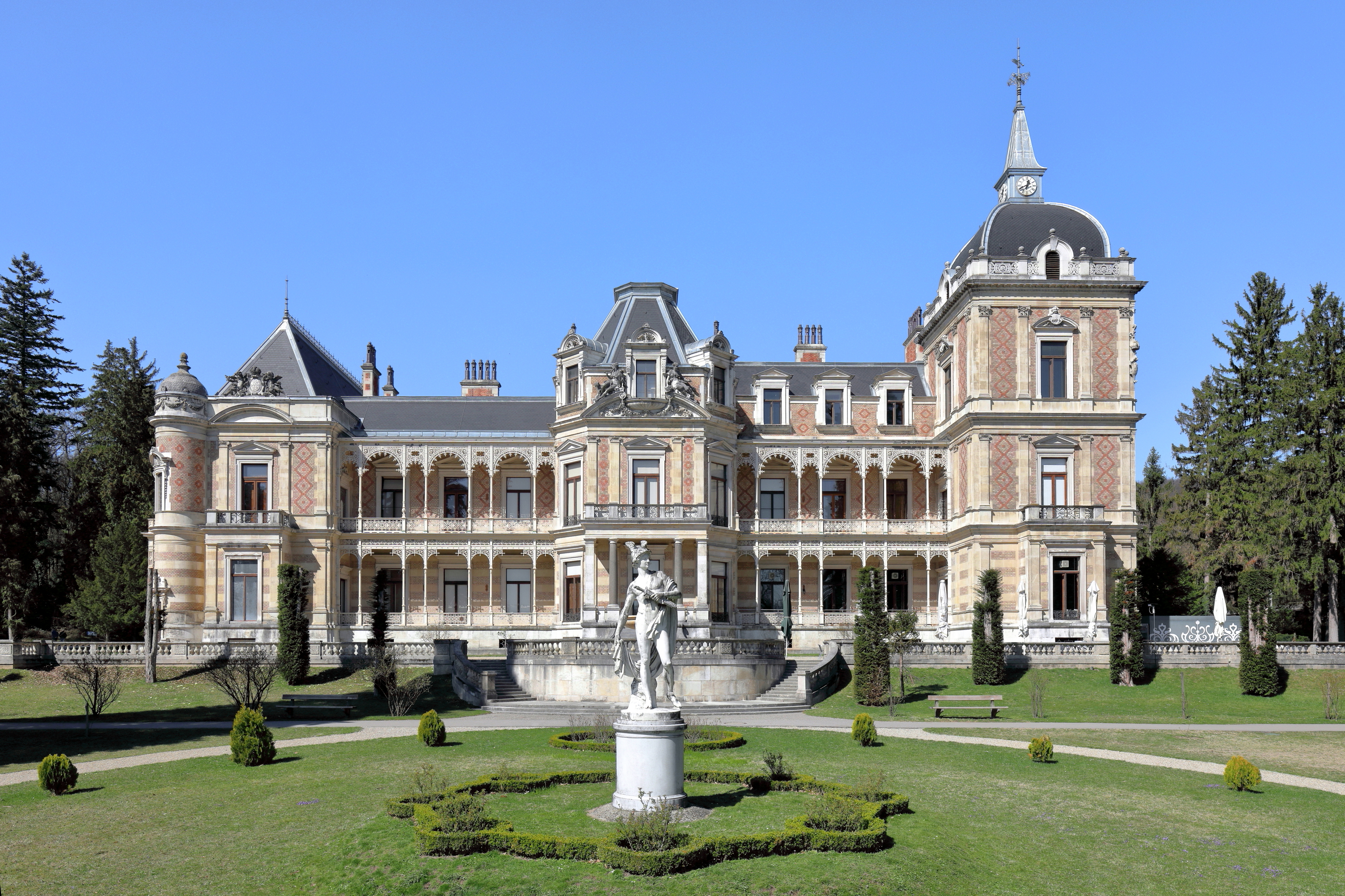
هيرميس فيلا

منذ عام 1971  تقام المعارض في الفنية في قصر «فيلا هرمز» أو هيرميسفيلا (بالألمانية: Hermesvilla)‏ الذي بناه الإمبراطور فرانز جوزيف لزوجته إليزابيث في الأعوام 1882 إلى 1886 في غابة لاينتس في غرب فيينا. أعيد تفعيل المبنى في السبعينيات على جمعية أصدقاء فيلا هرمز في عهد العمدة السابق برونو ماريك، وانتقلت ملكيته لاحقا إلى مدينة فيينا. في القصر معرض دائم مخصص لتاريخ المبنى والزوجين الإمبراطوريين الذين اعتادوا على تمضية بضعة أيام في السنة هناك حتى وفاة إليزابيث. بالإضافة إلى ذلك، تُنظّم معارض خاصة عن موضوعات ثقافية وتاريخية متنوعة.

## متاحف متخصصة

### جناحأوتو فاغنرفي كارلزبلاتز

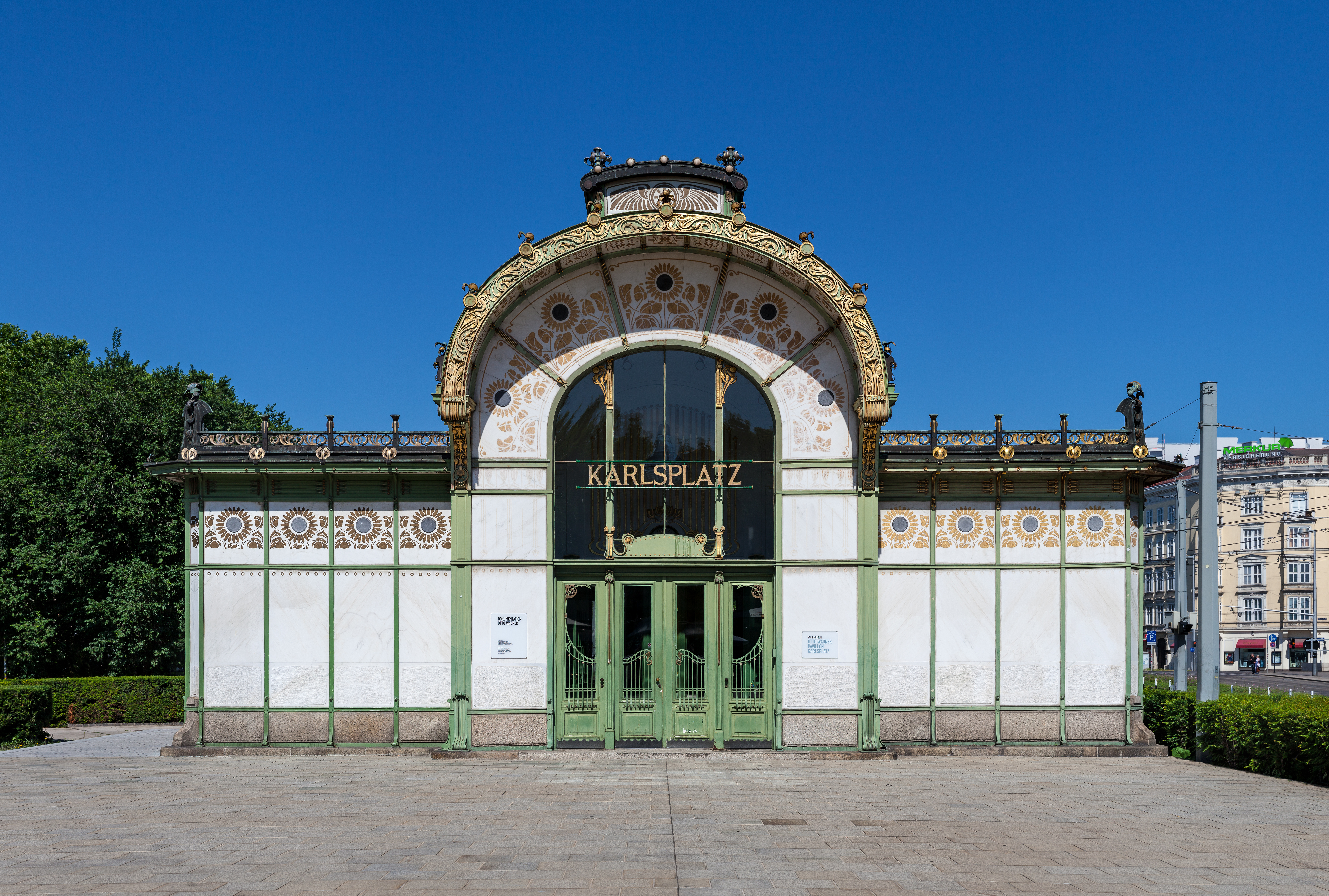
جناح أوتو فاغنر في ميدان كارلزبلاتز

في مبنى محطة المترو السابق الذي صممه المعماري النمساوي أوتو فاغنر يوجد منذ العام 2005 معرض دائم عن حياة وأعمال فاغنر.
أنشئ هذا الجناح المصمم على طراز الفن الجديد في عام 1898 ليكون محطة في سكة مواصلات فيينا الداخلية التي بنيت في تسعينيات القرن التاسع عشر وصمم المهندس المعماري أوتو فاغنر محطاتها. التي صمم محطاتها، وله جناح توأم يقابله على الناحية الأخرى (اتجاه القطار المقابل). في الستينيات، وفي سياق التخطيط لمحطة تقاطع مترو الأنفاق في كارلزبلاتس أنقذ الجناحان من الهدم وفكّكا وأعيد تجميعهما بصفة مبنى تاريخي ذي تصميم خاص بعد الانتهاء من مشروع محطة المترو في 1977. في الجزء الغربي من الجناحين، وهو الذي يستخدمه متحف فيينا، يوجد مخرج إلى محطة مترو الأنفاق في الخلف، بينما يستخدم مقهى الجزء الشرقي.

### جناح أوتو فاغنر الملكي في محطة هيتسينغ

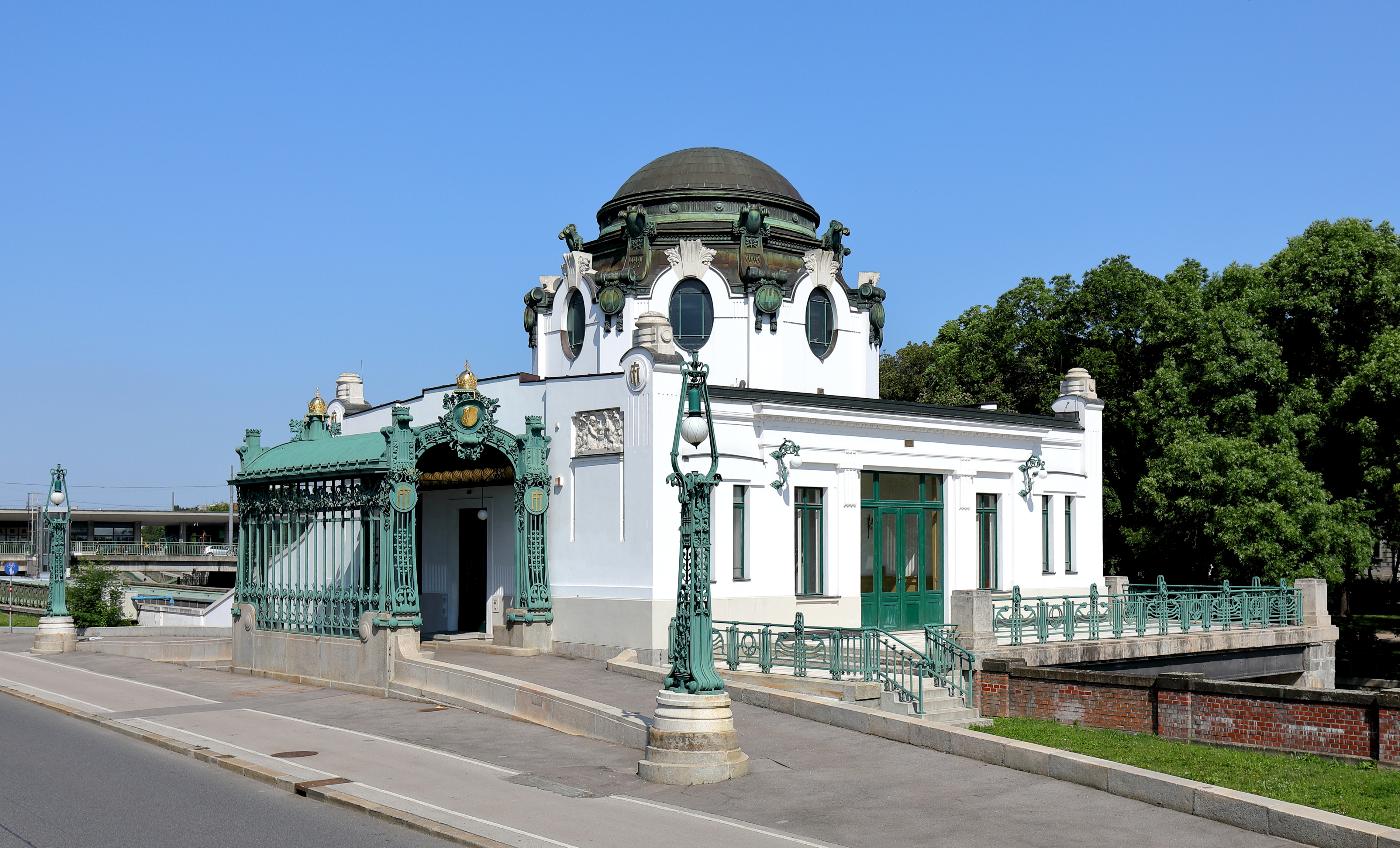
جناح أوتو فاغنر الملكي في هيتسينغ

انشئت المحطة الملكية على خط سكة فيينا (اليوم خط مترو U4) بالقرب من قصر شونبرون (بالألمانية: Schönbrunn) في منطقة هيتسينغ غرب فيينا عام 1899 وفقا لتصميمات المعماري أوتو فاغنز. كان هذا الجناح نقطة دخول وخروج الإمبراطور فرانس جوزيف وأبناء العائلة المالكة عندما يستخدمون سكة حديد المدينة. لم يكن هذا الجناح جزءا من تخطيط السكك الحديدية الحضرية الأصلي، ولكن فاجنر بدأ البناء على مسؤوليته الخاصة وتمكن في النهاية من إقناع وزير السكك الحديدية هاينريش فون فيتيك. بخلاف محطات فاغنر الأخرى على سكة حديد المدينة يحتوي هذا الجناح ذو القبة على عناصر من الطراز الباروكي  والتي يمكن تفسيرها على أنها إعلان احترام من قبل فاغنر فاجنر للإمبراطور الذي وضعت حروف اسمه الأولى عليه (FJ). بني الجناح على نهاية الرصيف  الواقع على الجانب المقابل لوسط المدينة من محطة ترام هيتسينغ التي  افتتحت في عام 1898، وأدت السلالم (التي تمت إزالتها لاحقًا) من الجناح إلى رصيف المحطة. مع ذلك لم تعرف سوى مناسبتان استخدم فيهما الإمبراطور فرانس جوزيف هذه المحطة: يوم افتتاح الجزء الغربي (موازي لوادي نهر فيينا) من خط سكك حديد فيينا عام 1899، ومرة ثانية عام 1902. أعيد اقتتاح الجناح عام 2014 بعد إغلاق دام 4 سنوات اقتضاه ترميم البناء وخلاف على المسؤولية عن تكاليفه بين المالك (خطوط مواصلات فيينا) والمستخدم (متحف فيينا). رمم البناء حسب تصميم فاغنر الأصلي وتعرض فيه مقتنيات غرفة انتظار الإمبراطور وغرف أخرى في معرض دائم.

### متحف براتر

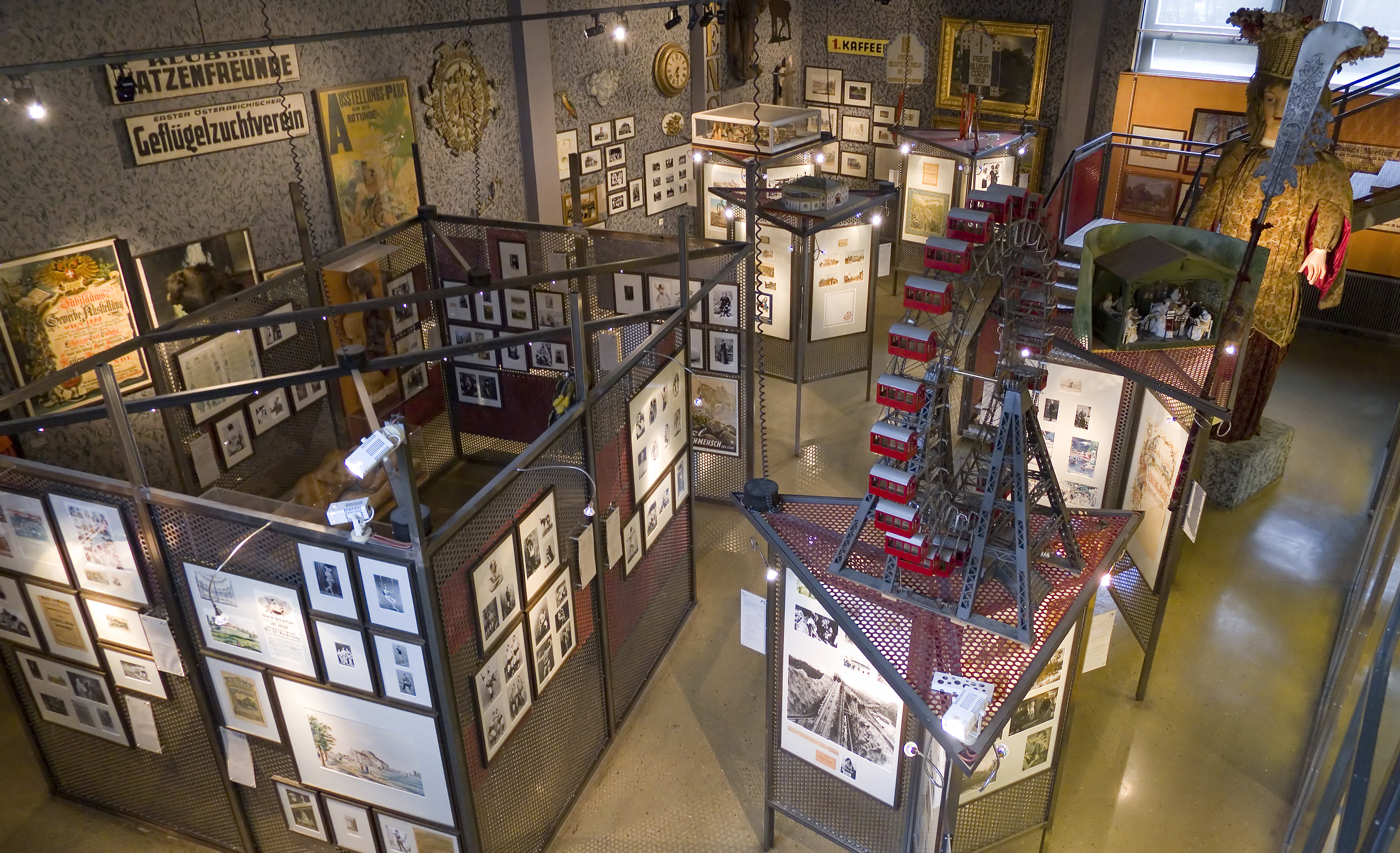
متحف براتر

يقع متحف براتر في متنزه وحديقة ملاهي فينر براتر (بالألمانية: Wiener Prater)‏ بين عجلة الملاهي الدوارة وشارع براتر الرئيسي، في نفس مبنى القبة الفلكية. يضم المتحف بين معروضاته آلات مدينة الملاهي مثل آلات قراءة الحظ وديكورت قطار الرعب ويعطي انطباعات عن تاريخ أكبر حدائق ملاهي فيينا. أسس المتحف الباحث في التاريخ الشعبي هانز بيمر في شقته الخاصة عام 1933 وأهدى المجموعة إلى بلدية فيينا عام 1964 بمناسبة افتتاح القبة الفلكية. يضم المتحف كذلك معروضات من مقتنيات متحف فيينا ومجموعة «أدانوس والمصباح السحري» لإيرنست هراباليك

### متحف الساعات

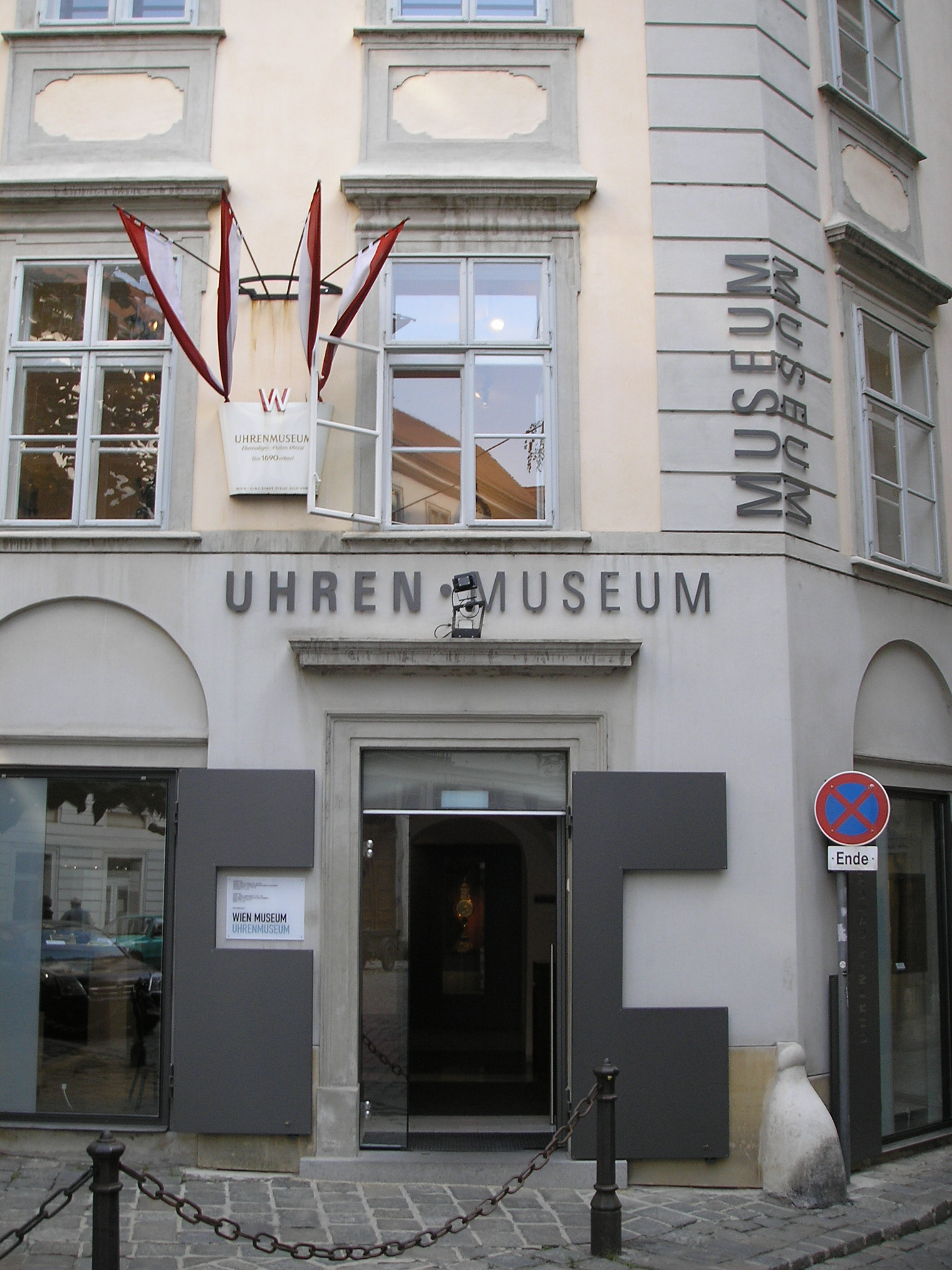
مدخل متحف الساعات في قصر أوبيتسي

يعتبر متحف الساعات في قصر أوبيتسي في فيينا القديمة واحدا من أهم المتاحف من هذا النوع في أوروبا، أُسس المتحف عام 1917 وكان قائما على مجموعة الساعات التي قدمها رودلف كافتان الذي أدار المتحف لعدة سنوات، والشاعرة ماري فون إيبنر-إيشنباخ، سمي المتحف بيت العشرة آلاف ساعة. أغلق المتحف أثناء الحرب العالمية الثانية ونقلت محتوياته إلى قصور مختلفة في مقاطعة النمسا السفلى من أجل حمايتها. بعد الحرب أعيد افتتاح المتحف وتوسيع مقتنياته بتمويل من بلدية فيينا ومتبرعين آخرين.

### مكتبة مجموعة الأزياء العامة
في مبنى قصر هيتسيندورف في حي مايدلنغ في فيينا توجد إلى جانب مدرسة أزياء قصر هيتسيندورف مجموعة أزياء متحف فيينا. المجموعة نفسها غير متاحة للزوار، ولكن من الممكن زيارة المكتبة التي تضم أكثر من 12 ألف كتاب وعدد كبير من المجلات والصور وحوالي 3000 كليشيه نحاسية تتعلق بتصميم الأزياء.

## شقق مشاهير الموسيقيين

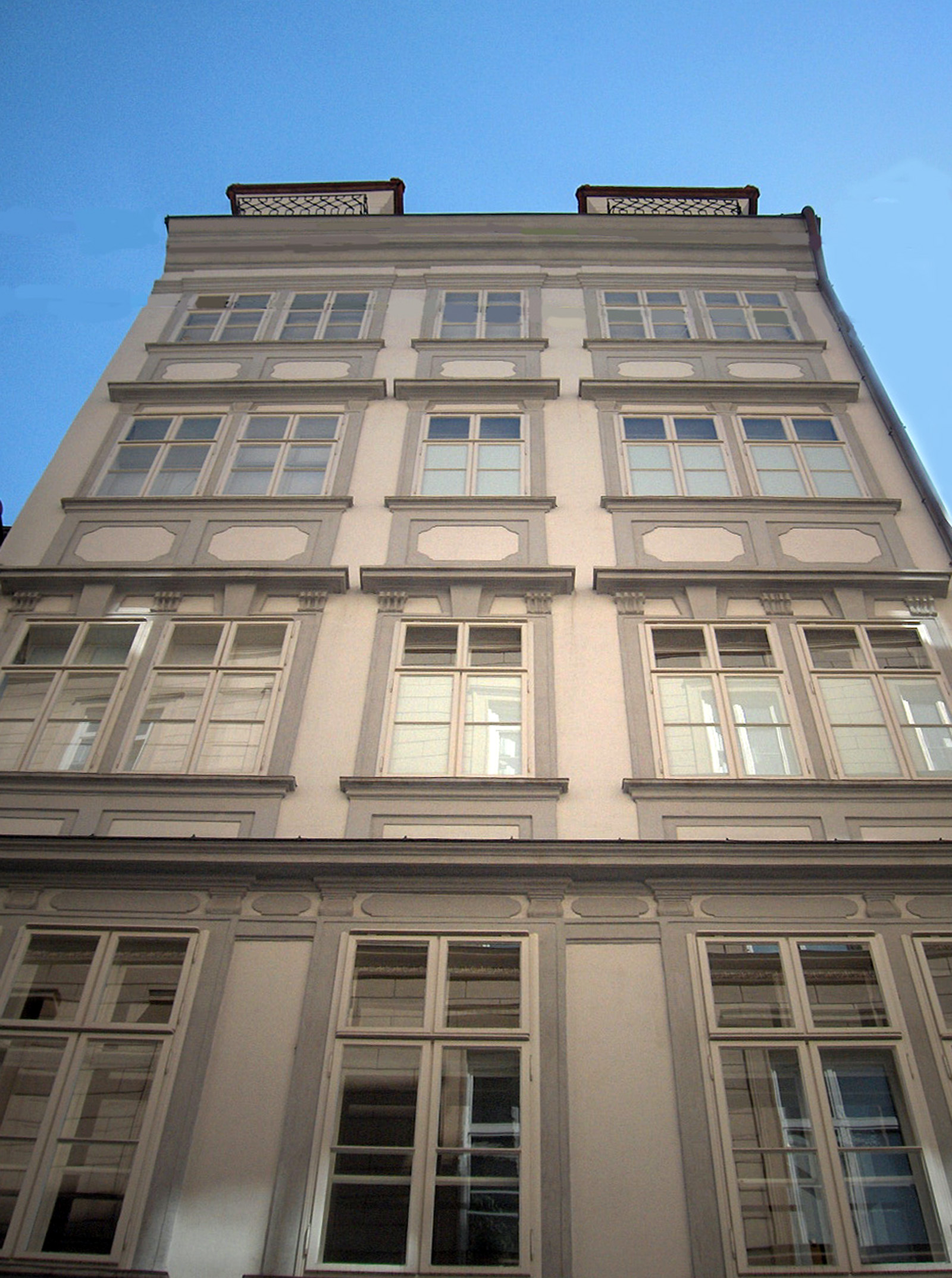
بيت موتسارت في شارع Domgasse

تتبع متحف فيينا زيارة عدد من الشقق التي ولد أو عاش أو مات فيها مؤلفون موسيقيون كبار وما زالت إلى حد كبير في حالتها الأصلية وتتيح الزائر نظرة إلى حياة مشاهير الموسقيين اليومية، وتضم بين معروضاتها نوطات موسيقية أصلية ومقتنيات الموسيقيين.

### شقة موتسارت
الشقة في شارع Domgasse في المنطقة المجاورة مباشرة لكاتدرائية القديس اسطفان هي الشقة الوحيدة الباقية من الشقق التي سكنها فولفغانغ أماديوس موتسارت في فيينا (الكن لم يحتفظ بلأثاث). عاش موتسارت في هذه الشقة بين 1784 و 1787، وأنتح في تلك الفترة أوبرا زواج فيغارو، ولهذا السبب يُعرف المنزل باسم بيت فيغارو. كانت الشقة مفتوحة للجمهور منذ عقود، وأعيد افتتاحها في أوائل عام 2006 بعد إعادة تصميمها لتكون جزءا من «بيت موتسارت - فيينا» الذي يضم قاعات عرض في عدة طوابق وفيها معروضات من متعلقات موتسارت، مثل الطاولة التي يقال أن موتسارت قد ألف عليها الناي السحري .

### شقة بيتهوفن في هايليغنشتات

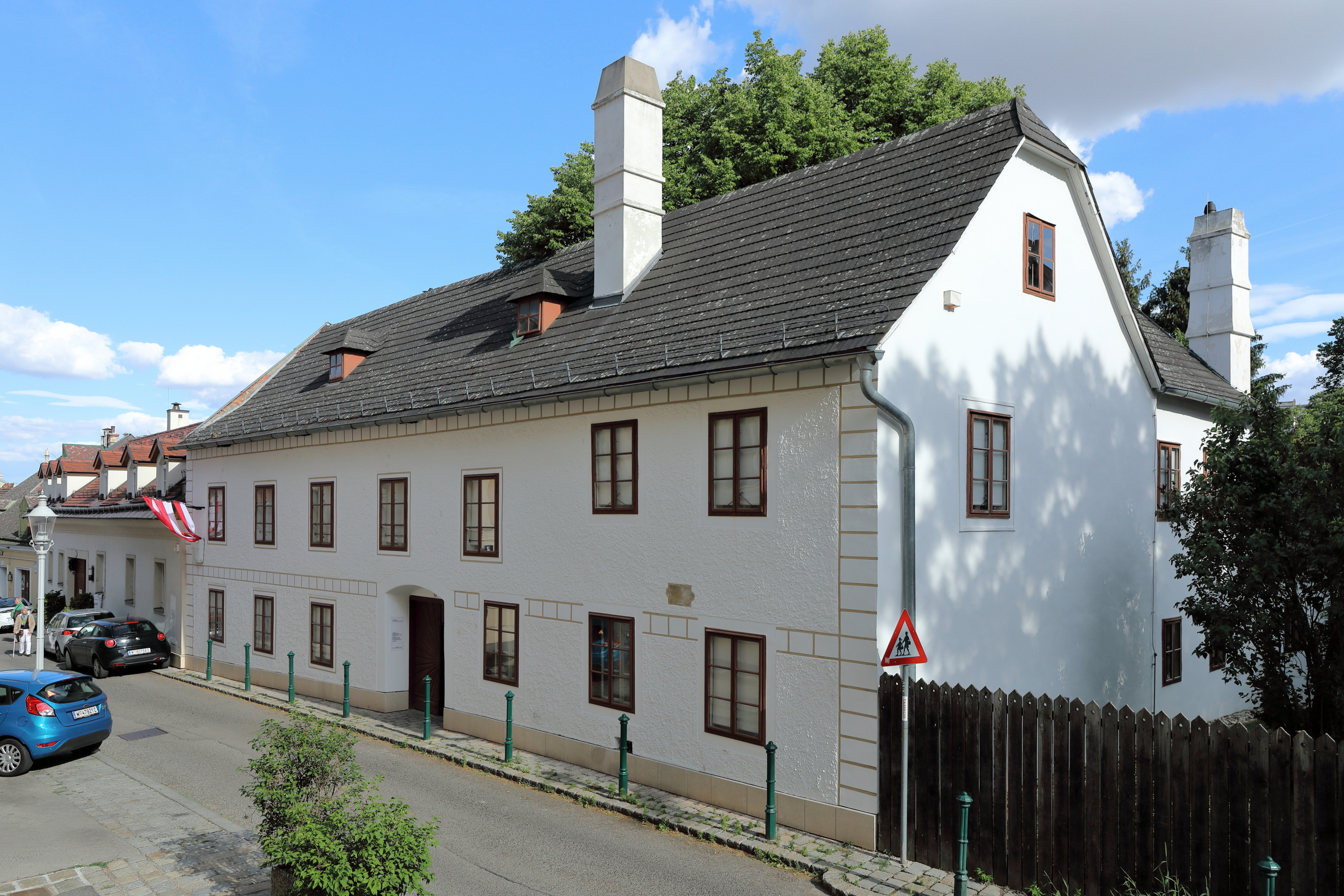
منزل بيتهوفن في حي هايلغنشتات في شارع Herrngasse سابقا (اليوم Robusgasse 6)

قضى لودفيج فان بيتهوفن صيف عام 1802 في منزل في ضاحية هيليغنشتات شمال غرب فيينا (اليوم حي فيينا الـ19)، وكان في الضاحية في ذلك الوقت منتجع صحي وحمام عمومي، وانتقل بيتهوفن إلى هناك بحثا عن علاج أو تحسّن في فقدان السمع التدريجي الذي بدأ يعاني منه. عمل خلال هذه الإقامة على السمفونية الثانية، كما كتب أيضًا، في مرحلة القلق والتشاؤم التي اعترياه بسبب حالة سمعه، ما عرف بـ «وصية هايلغتشتات» التي تعبر عن همومه الوجودية وشعوره بدنو الأجل. تشير الروايات الشفوية إلى المنزل في الذي عنوانه اليوم 6 Probusgasse، إلا أن هذه هذه الروايات غير مؤكدة لأنه في ذلك الوقت لم يكن في ضواحي فيينا نظام لترقيم البيوت، ولذلك لم يعثر بين رسائل بيتهوفن على أي دليل على هذا العنوان.

### شقة بيتهوفن في منزل باسكوالاتي

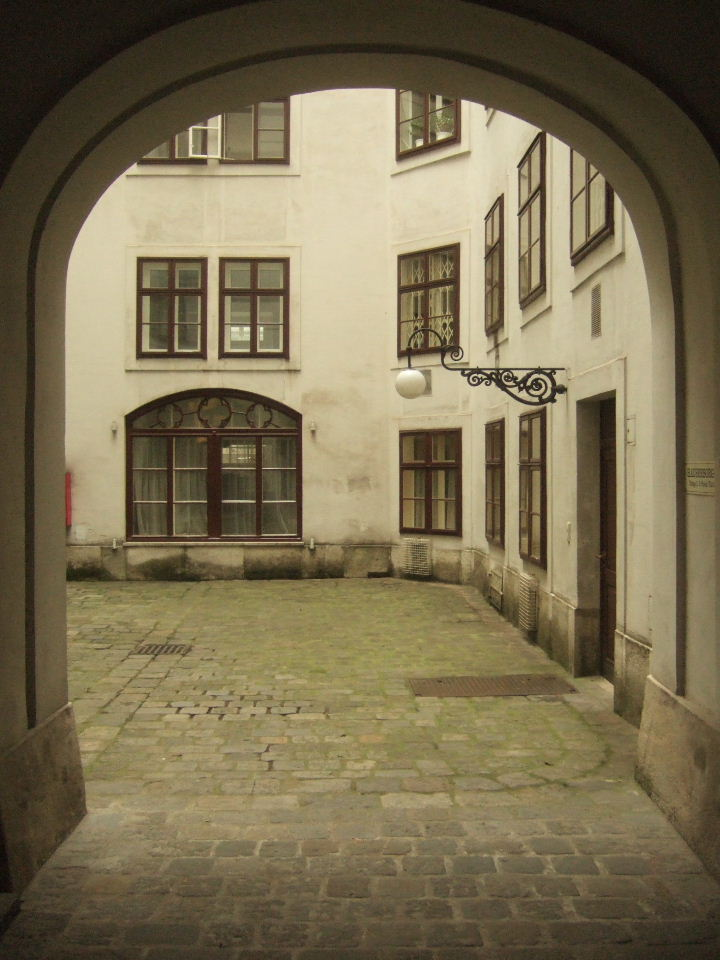
مدخل وفناء منزل باسكوالاتي

سكن بيتهوفن في الأعوام 1804 و1808، ومن 1810 و 1814 في منزل راعيه يوهان بابتيست فرايهر فون باسكوالاتي في مولكر باستاي (بالألمانية: Mölker Bastei)‏ عند مدخل فيينا القديمة. في هذا المكان ألف بعض أعماله المشهورة، مثل السمفونية الخامسة والسادسة، و إلى إليز، وثلاثي للبيانو رقم 97 (ثلاثي الأرشيدوق)، وأوبراه الوحيدة فيديليو. نظرًا لكون شقة بيتهوفن الواقعة في الجزء الشمالي من الطابق الرابع مستأجرة، تظهر الشقة المجاورة لها موقعا لسكن بيتهوفن.

### بيت هايدن

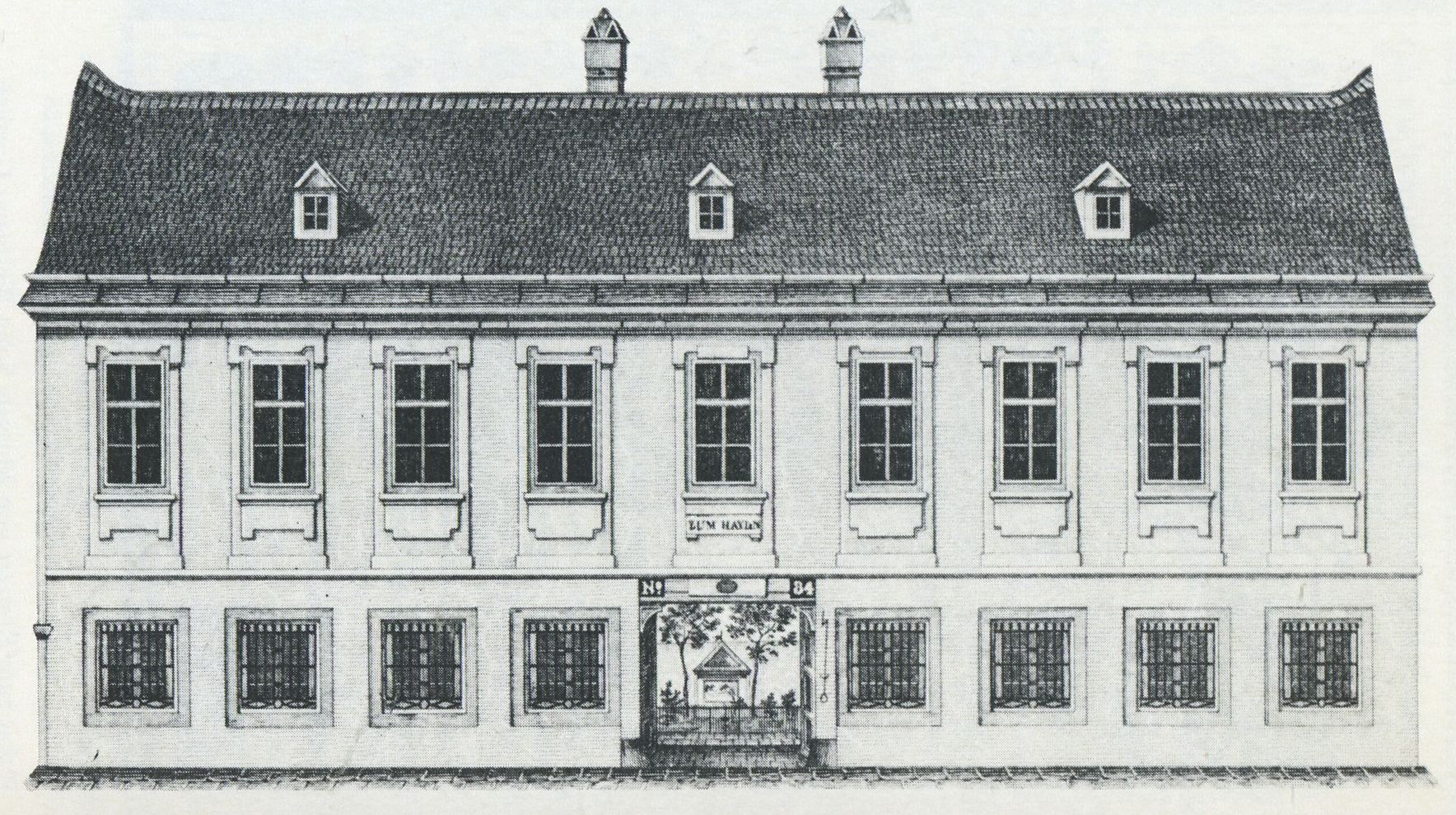
منزل هايدن حوالي عام 1840

اشترى جوزيف هايدن المنزل عام 1793 وعنوانه اليوم Haydngasse 19 في حي فيينا السادس "ماريا هيلف"، وعاش فيه حتى وفاته عام 1809. وقتها كان الشارع يدعى Kleine Steingasse وكان يقع ضاحية "طواحين الهواء (بالألمانية: Windmühlen)‏ خارج أسوار فيينا القديمة، وأطلق عليه اسم أشهر سكانه، هايدن، عام 1862. من الأعمال التي ألفها هايدن هناك أوراتوريو "الخلق" وأوراتوريو "الفصول". للمنزل صفة نصب تذكاري منذ عام 1899، وهو منذ العام 1904 متحف بلدي فيه كذلك غرفة مخصصة لـموسيقي يوهانس برامز فيها المكتب الذي كان يؤلف عليه. في ذكرى وفاة هايدن الـ200 عام 2009 وسّع المعرض وأعيد تصميمه مع التركيز على سنوات الموسيقيّ الأخيرة.

### مسقط رأس شوبرت

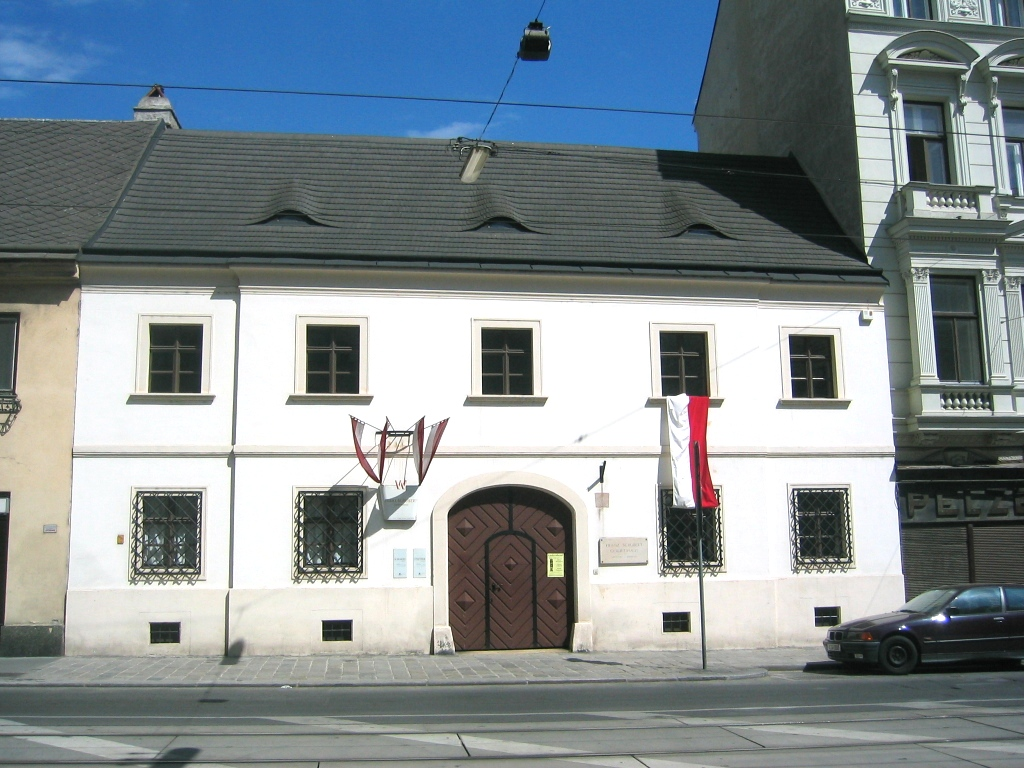
مسقط رأس فرانز شوبرت في حي فيينا التاسع

أمضى فرانز شوبرت سنوات حياته الأربع والنصف الأولى في هذا المنزل الواقع في شارع Nussdorfer Strasse في حي فيينا التاسع، والذي كان وقتها ضاحية هيملبفورتغروند خارج فيينا القديمة. أهم المعروضات هناك هي العلامة الخارجية المميزة لشوبرت: نظاراته. إلى جانب مقتنيات شوربرت تعرض هناك حوالي 50 لوحة من أعمال الرسام والكاتب أدالبرت شتيفتر.

### منزل وفاة شوبرت
يقع المنزل الذي توفي فيه شوبرت في شارع Kettenbrückengasse في ضاحية فيدن، وهي اليوم حي فيينا الرابع. في هذا المنزل الدي كان يخص شقيقه فرديناند أمضى شوبرت آخر شهرين ونصف من حياته. تشمل المعروضات مؤلفات شوبرت الموسيقية الأخيرة ونسخة من الرسالة الأخيرة بخط يده، إلى الشاعر والكاتب المسرحي فرانز فون شوبر.

### بيت يوهان شتراوس
استخدم يوهان شتراوس (الابن) الشقة في العنوان Praterstrasse 54 في حي ليوبولدشتادت (حي فيينا الثاني) في ستينيات القرن التاسع عشر مسكنا في فصل الشتاء. من بين الأعمال التي ألفها هناك مقطوعة موسيقى الفالس «على نهر الدانوب الأزرق الجميل» المعروفة باسم الدانوب الأزرق التي تستقبل فيها أوركسترا فيينا تقليديا العام الجديد في بث حي ومباشر في يومه الأول.

## مواقع تنقيب أثرية
تقع جميع المواقع الأثرية التابعة لمتحف فيينا في البلدة القديمة وتوثق لفترات مختلفة من تاريخ فيينا.

### الحفريات في ميدان ميخائيلربلاتس

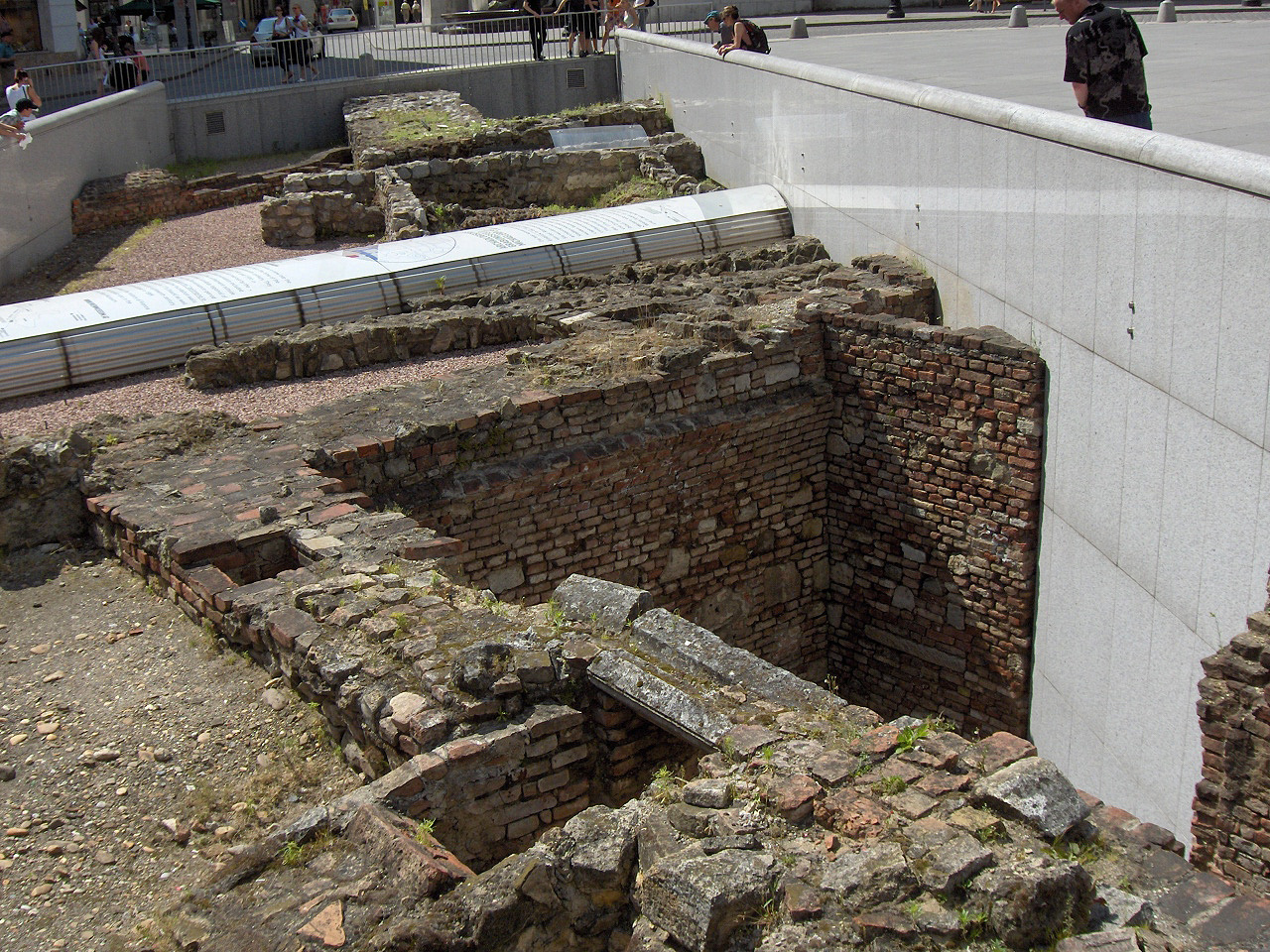
الحفريات في ميخائيلربلاتس

كشفت التحقيقات الأثرية التي جرت في ميدان ميخايلربلاتس وسط فيينا في الأعوام 1989 إلى 1991 عن بقايا من ضاحية الرومان العسكرية كانابي التابعة لمعسكر فيندوبونا (فيينا اليوم)، وهي على الأرجح بيوت عائلات الجنود الرومان. أتيح حقل التنقيب للجمهور بشكل دائم في عام 1991، ونفذ التصميم المعماري النمساوي هانز هولاين.

### كنيسة فيرجيل
شيدت كنيسة فيرجيل حوالي العام 1250، لكنها خدمت ابتداء من القرن الرابع عشر مقبرةً لعائلة فييناوية غنية. بعد إزالة المقبرة المحيطة بكاتدرائية القديس اسطفان واحتراق كنيسة ماغدالينا المجاورة في عام 1781 طمرت كنيسة فيرجيل ونسيت لاحقًا. أعيد اكتشافها في سياق أعمال الحفر وبناء خط مترو الأنفاق U1 في عام 1973، وتقع على عمق اثني عشر مترًا تحت سطح الأرض، وتشكل اليوم جزءا محطة مترو الأنفاق شتيفانسبلاتس (بالألمانية: Stephansplatz)‏ ويمكن الوصول إليها من هناك.

### المتحف الروماني

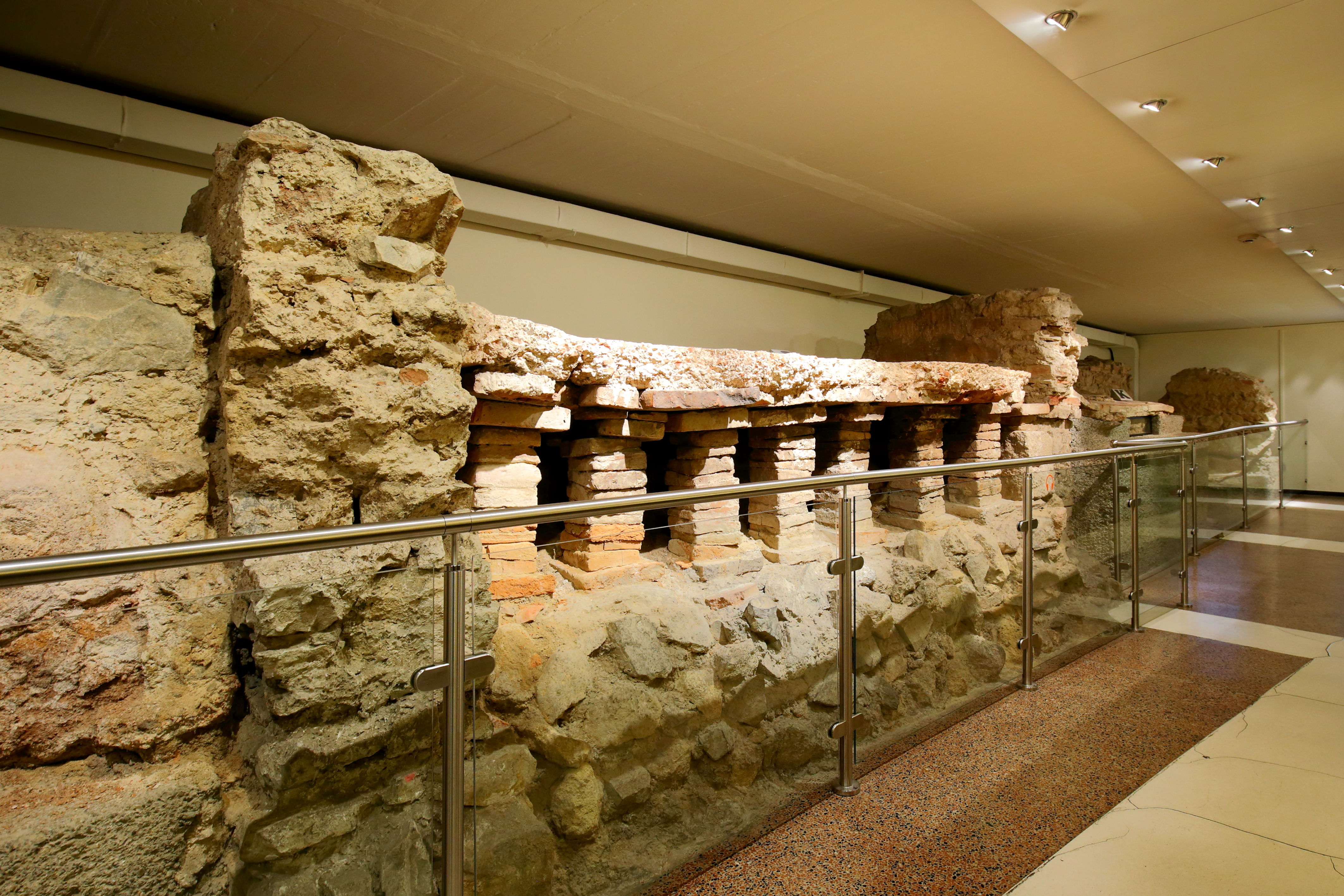
أطلال في المتحف الروماني في هوهنماركت

في ميدان هوهنماركت (بالألمانية: Höhenmarkt)‏ من الممكن يمكن رؤية بقايا المنازل التي كانت بمثابة أماكن سكن للضباط في معسكر الفيلق الروماني في فيندوبونا. تشمل المعروضات أيضًا السيراميك وشواهد القبور وغيرها من المعروضات التي تتيح نظرة مفصّلة إلى الحياة في المعسكر الروماني والمدينة المدنية المجاورة قبل حوالي 2000 عام. وسّع فرع المتحف هذا الذي كان في الماضي يعرف باسم «الآثار الرومانية» ليصبح «المتحف الروماني» الذي افتتح في مايو 2008.

### بقايا بناء رومانية
يوجد في الطابق السفلي من مقر قيادة الإطفاء في ميدان آم هوف في فيينا القديمة قطعة أصلية من قناة التصريف الرومانية الرئيسية حفظت في موقعها الأصلي وكانت تستخدم في السابق لنقل مياه الصرف الصحي من الجزء الجنوبي من المعسكر. أكتشفت بقايا البناء هذه في خمسينيات القرن الماضي بدى حفر أساسات البناء الجديد لمقر قيادة فرقة الإطفاء في فيينا الذي دمرته القنابل في نهاية الحرب العالمية الثانية، فعلى عمق حوالي ثلاثة أمتار ظهرت بقايا جدار وبرج من جدار المخيم وجزء من طريق يمتد على طول جدار المخيم وتحته جزء بطول خمسة أمتار من القناة.

### قاعة نايدهارت
تقع قاعة نايدهارت في مبنى من القرن الرابع عشر في حي توخلاوبن في البلدة القديمة. تعتبر لوحاتها الجدارية أقدم لوحات جدارية غير كنسية محفوظة في فيينا. عام 1398 زيّنت جدران قاعة الرقص في منزل التاجر الثري ميخل مينشاين بمشاهد من حياة المنشد نايدهارت فون روينتال. اكتشفت هذه اللوحات المسماة «سيكوس» (باللاتينية: Seccos)‏ تحت طبقة من الجص أثناء أعمال ترميم جرت عام 1979. القاعة مفتوحة للجمهور منذ عام 1982، في عام 2019 افتتح فيها معرض دائم جديد يتيح نظرة تفصيلية على الحياة اليومية في فيينا في العصور الوسطى.

## المستودع
استخدم متحف فيينا لعدة عقود ثمانية مستودعات لتخزين المقتنيات غير المعروضة. في عام 2012 تقرر إنشاء مستودع مركزي، وفي عام 2013 نقل أكثر من مليون قطعة إلى قاعة مستأجرة من عدة طوابق تبلغ مساحتها 12000 متر مربع في بلدة هيمبرج على بعد بضعة كيلومترات جنوب حدود مدينة فيينا، وبجواره مستودع لمتحف تاريخ الفنون.

## معارض في الأعوام الأخيرة

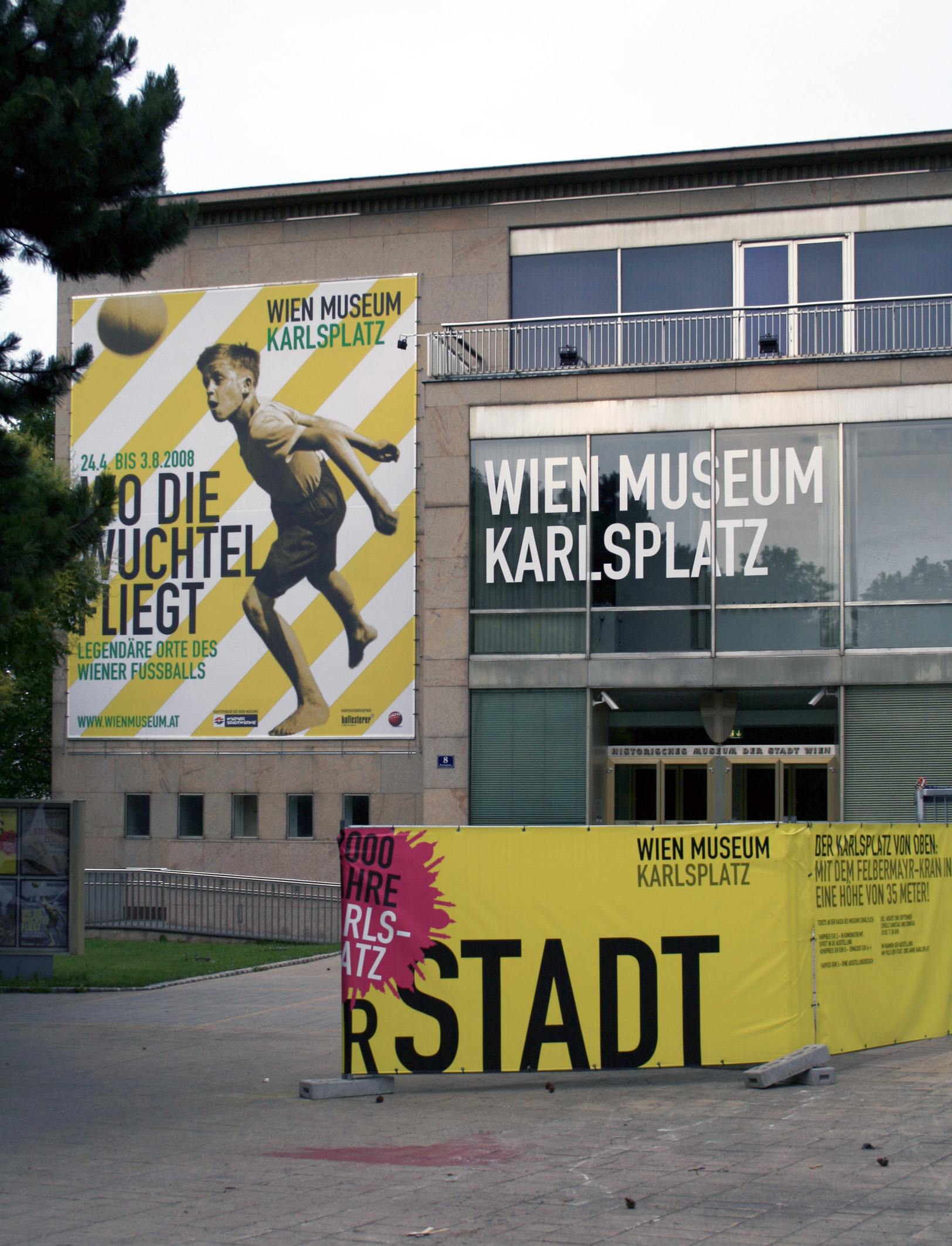
متحف فيينا - كارلزبلاتس (2008)

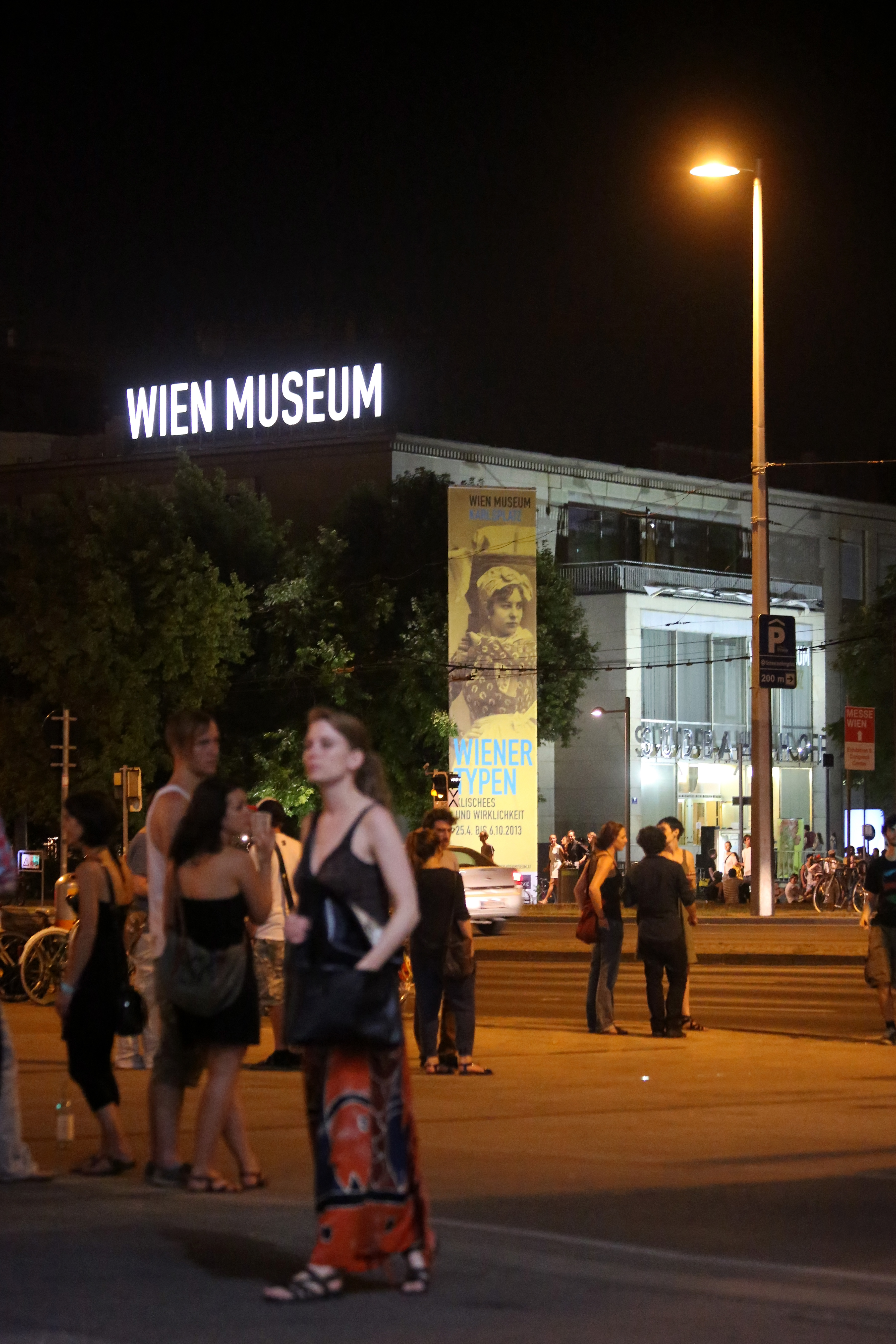
متحف فيينا كارلزبلاتس (2013)

- 2004: معرض جاسترباجتيري . 40 عاما من هجرة اليد العاملة ومعرض كبير في فيينا القديمة. «المدينة التي لم تكن» في كونستلرهاوس (Künstlerhaus)
- 2007: معارض «في الحانة»، و«وفي الأسفل»، و«اكتشاف البؤس»
- 2008: افتتاح المتحف الروماني في هوهنماركت
- 2008: معرض «حيث يطير الحجل»
- 2009: إعادة افتتاح بيت هايدن المعاد تصميمه
- 2009-2010: معرض كبير بعنوان «معركة على المدينة»، عن السياسة والفن والحياة اليومية حوالي عام 1930
- 2013: معرض «شخوص فيينا»
- 2015:
  - «تجديد متحف فيينا». نتائج مسابقة العمارة
  - «أندرياس غرول». أول مصور فوتوغرافي حديث في فيينا
  - «من النظرة الأولى». رسوم شابة من فيينا
  - معرض عن غاليريا باكيش والمشهد الفني في الثمانينيات
  - «شارع الرينغ». سنوات الريادة في شارع
  - «عزيزي فيينا، مع ودي، إنجبورج ستروبل»
  - أسطورة غاليسيا
  - «روايات تانا». أماكن الغجر
- 2016: المعارض (موقع كارلسبلاتز):[22]
  - OR Schatz & Carry Hauser . في عصر التطرف
  - «في براتر!» ملاهي فيينا منذ عام 1766
  - «حداثة مرسومة». رودولف فايس، تلميذ أوتو فاغنر
  - «القبعة»! (بالفرنسية: Chapeau)‏: تاريخ غطاء الرأس الاجتماعي
  - «الجنس في فيينا». شهوة. رقابة. العصيان
- 2018:
  - أوتو فاغنر
- 2019:
  - 3. فبراير: آخر يوم افتتاح عادي في مبنى كارلزبلاتس قبل غلقه لأعمال البناء
  - - معرض بمتحف فيينا MUSA
    - «فيينا الحمراء»: الحركى العمالية في فيينا
- 2020:
- المعارض في متحف MUSA
  - ريتشارد نيوترا. منازل سكنية لولاية كاليفورنيا
  - في ظل بامبي. فيليكس سالتن يكتشف الحداثة

## روابط خارجية
- موقع متحف فيينا
- جناح أوتو فاغنر الملكي - هيتسينغ على موقع ألبرت ميلده، فنّي ومهندس البلاط الامبراطوري